# Елеонор Шварц
Елеонор Шварц (на немски: Eleonore Schwarz) е австрийска оперна и поп-певица.
Родена е в Виена, Австрия през 1936 година. През 1962 г. участва в Песенния конкурс „Евровизия 1962“ с песента Nur in der Wiener Luft („Само във виенския въздух“), където заема последното място с 0 точки.